# Porphyridiophyceae
Porphyridiophyceae es una clase de algas rojas unicelulares. Es una de las tres clases (Porphyridiophyceae, Rhodellophyceae y Stylonematophyceae) con representantes unicelulares que contiene el subfilo Rhodophytina, que se pueden distinguir entre sí por diferencias ultraestructurales, especialmente por la asociación del aparato de Golgi con otros orgánulos. Así, las células de Porphyridiophyceae contienen un único cloroplasto ramificado o estrellado con o sin pirenoide, el aparato de Golgi se encuentra en asociación con las mitocondrias y el retículo endoplasmático y contienen floridosida como hidrato de carbono de bajo peso molecular. La reproducción es por división celular.